# Тектониты
Тектони́ты — геологический термин, используемый для общего обозначения пород, образующихся в результате деформаций в области разломов и связанных с ними дробления и изменения текстуры (без перекристаллизации).
При малых давлениях и низких температурах (вблизи от поверхности) при деформациях преобладают хрупкие деформации с образованием тектонических брекчий и глинок трения при потере связности или катаклазитов при сохранении связности. Соответствующие процессы называются брекчированием и катаклазом. В разломах на значительной глубине (10—15 км) в условиях высокого давления и температур (250—350 °С), начинают преобладать пластические деформации и происходит «рекристаллизация»: зёрна породы распадаются на мелкодисперсный агрегат с образованием связных пород, милонитов. 
При перемещении по разлому условия деформации могут меняться, при этом тектониты могут частично сохранять прежние структуры и текстуры и образовывать новые, типичные для специфических деформаций, что иногда позволяет восстановить историю деформаций при петроструктурном анализе.